# Михайлов, Дмитрий Леонтьевич
Дми́трий Лео́нтьевич Миха́йлов (1899—1944) — советский хозяйственный деятель.
Участник Гражданской войны на стороне красных. В 1920-х гг. председатель Сокольнического райисполкома Москвы. В 1929 г. в Ярославле (Полушкина роща) возглавил строительство самого крупного объекта первой пятилетки в Верхневолжье, «сверхударной стройки» Ярославского резино-асбестового комбината. Наиболее важная часть комбината — шинный завод — должен был производить автопокрышки для всей автомобильной и тракторной промышленности СССР. Первый директор комбината (до 1934 или 1936 г.).
В 1930 г. в числе группы советских инженеров изучал опыт работы предприятий резиновой промышленности США. В 1932 г. был командирован в Англию, Германию, Францию для изучения опыта работы европейских заводов резиновой промышленности. В 1938 г. арестован, обвинялся во вредительстве и шпионаже. Несмотря на пытки, признательных показаний не дал, в 1939 г. был выпущен на волю больным.
Жена — завсектором в отделе пропаганды и агитации Московского обкома ВКП(б). В 1938 г. арестована и осуждена на 15 лет лагерей, освобождена через 17 лет.
Сын — писатель-фантаст Владимир Михайлов.